# Sula Sgeir
Sula Sgeir est une petite île inhabitée du Royaume-Uni située dans le Nord de l'Écosse. Inhospitalière et isolée, elle abrite une des plus importantes colonies de fous de Bassan. Les poussins de ces oiseaux sont chassés tous les ans depuis des siècles pour fournir le guga, un mets apprécié considéré comme raffiné. Un petit phare automatisé constitue la seule construction de l'île qui est protégée au sein de la réserve naturelle nationale de North Rona et Sula Sgeir.

## Toponymie
Sula Sgeir est un toponyme écossais issu du vieux norrois súla qui désigne le fou de Bassan et sker qui désigne un "skerry" (petite île rocheuse inhabitable).

## Géographie

### Localisation

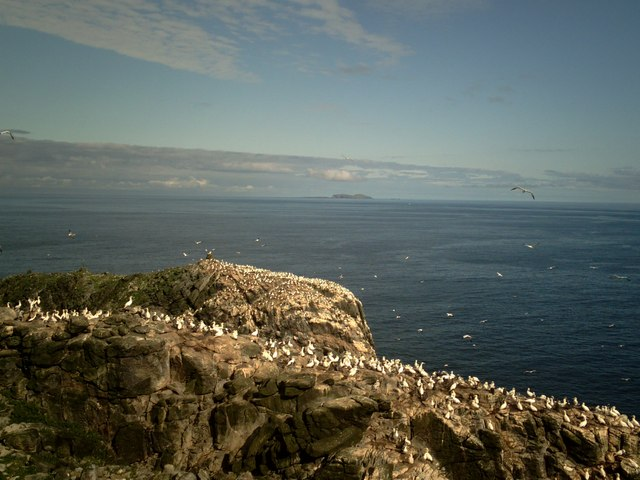
Vue de North Rona depuis Sula Sgeir.

Très isolée, Sula Sgeir est située dans le Nord de l'Écosse, au nord des Hébrides extérieures, soit à 64 kilomètres au nord de Butt of Lewis, l'extrémité septentrionale de l'île de Lewis et Harris, à l'ouest de l'île de North Rona et au nord-ouest du cap Wrath, l'extrémité nord-ouest de la partie écossaise de l'île de Grande-Bretagne.
Sula Sgeir est entourée par quelques rochers et récifs, en partie recouverts à marée haute, qui se trouvent à proximité immédiate de ses côtes, notamment au nord-ouest comme Am Bodha Leathann, Làmha Cleit, Dà Bogha Làmha Cleit ou encore Cnap Geodha Blàtha Beag mais aussi à l'est avec Thamna Sgeir qui fait face au principal mouillage de l'île, Geodha Phuill Bhain, tandis que d'autres rochers sont un peu plus éloignés comme Na Boghannan Siàr et Bogha Còrr au nord-ouest ou Gralisgeir au sud.

### Topographie
L'île est rocheuse et très escarpée puisqu'elle culmine à 70 mètres d'altitude au promontoire de Sròn na Lice alors qu'elle est étroite et cernée de falaises maritimes. Sula Sgeir, dont aucun point n'est situé à plus de cent mètres de l'océan, est formée d'un plateau central qui se prolonge à l'est par le roc de Sgeir an Teampall, littéralement « Rocher du sanctuaire », culminant à cinquante mètres, et auquel deux petites péninsules se rattachent, au nord-est et au sud-ouest, par des isthmes dont la largeur n'excède guère quelques dizaines de mètres. La première est assez étroite mais relativement basse, son point le plus haut n'atteignant que 39 mètres d'altitude, tandis que la seconde, plus massive, s'élève progressivement jusqu'au point culminant de l'île. La mer y a par ailleurs creusé de part en part un réseau de grottes qu'il est possible, par temps calme, d'explorer en canot pneumatique ou kayak. Sa position dans l'océan Atlantique fait qu'elle n'est pas protégée par les perturbations atmosphériques arrivant de l'ouest, si bien qu'elle est soumise directement aux effets de la houle.

### Faune et flore

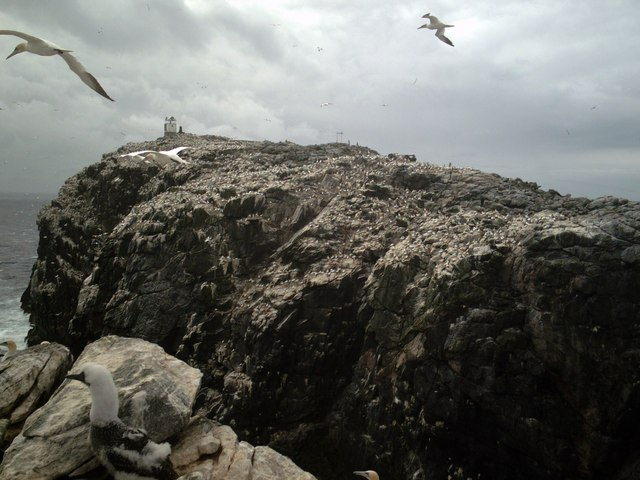
Phare et colonie de fous de Bassan.

La faune est très présente sur l'île et surtout représentée par une colonie de fous de Bassan, l'une des plus importantes au monde. Les poussins de ces oiseaux, les gugas, font l'objet, depuis des siècles, d'une campagne annuelle de chasse, aujourd'hui strictement réglementée.
La présence de ces animaux ainsi que les embruns créés par le déferlement de la houle sur les rochers empêchent le développement d'une végétation conséquente.

### Protection
Étant donné son importance pour la reproduction des oiseaux de mer et du phoque gris, la réserve naturelle nationale de North Rona et Sula Sgeir est créée en 1956. Gérée par le NatureScot (ex-"Scottish Natural Heritage"), elle est l'aire protégée la moins fréquentée du Royaume-Uni et parmi les plus reculées du pays avec celle de Saint-Kilda située au sud-ouest.

### Géologie
Tout comme la totalité des Hébrides et quelques endroits de la côte occidentale des Highlands, Sula Sgeir est formée de gneiss lewisien, une roche métamorphique qui compte parmi les plus anciennes au monde puisque formée lors de l'éon archéen du Précambrien, soit il y a un peu plus de trois milliards d'années. D'une grande dureté, il se délite en raison de sa structure lépidoblastique en longues lamelles, fragments utilisés pour construire des abris de pierre et édifier des cairns mais qui a aussi pour effet de recouvrir l'île d'une couche minérale aux arêtes vives, parsemée de rochers et à travers laquelle la progression est malaisée.

## Histoire

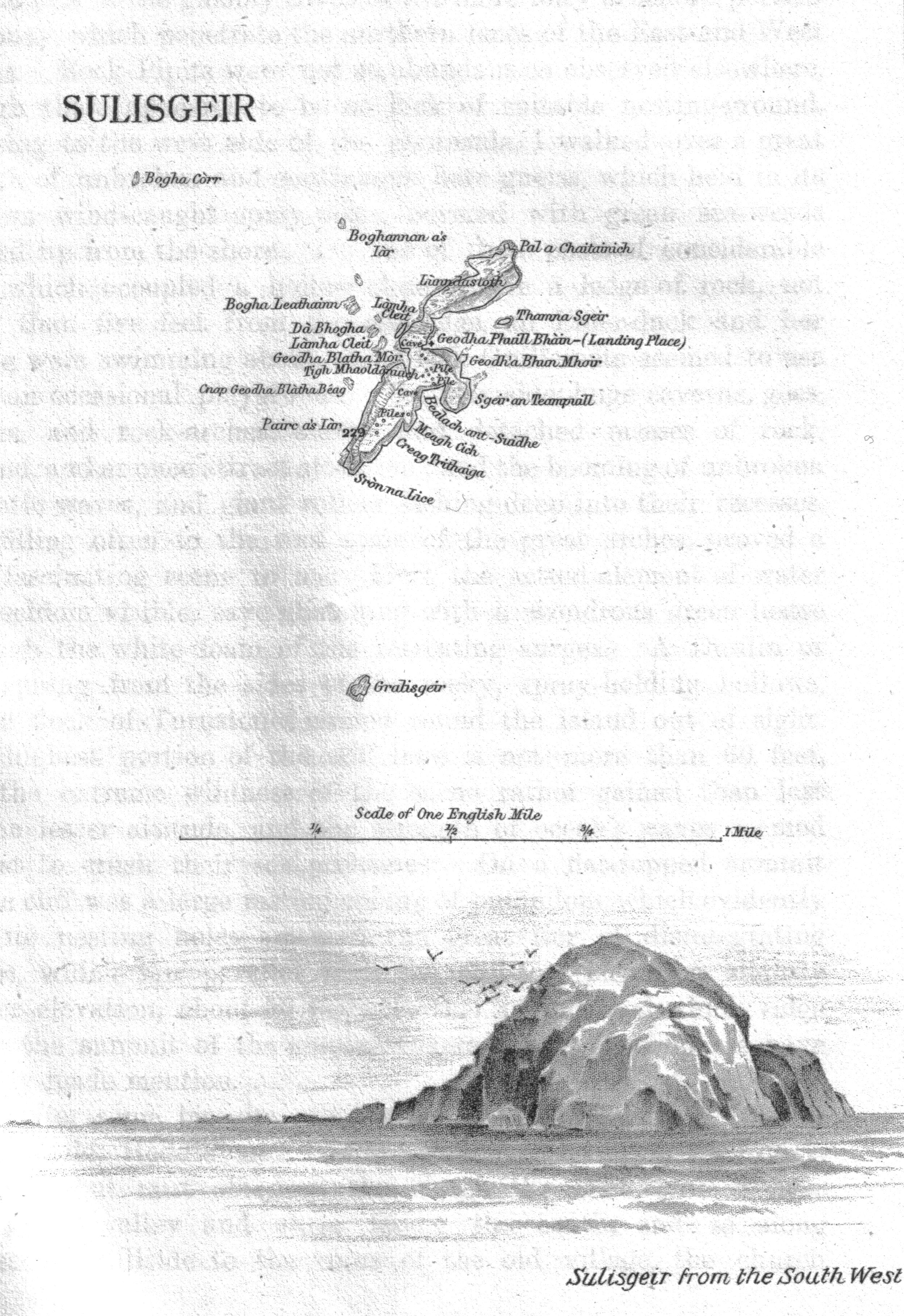
Carte et dessin de Sula Sgeir dans l'ouvrage A Vertebrate Fauna of the Outer Hebrides de 1889 par Harvie-Brown et Buckley.

### Érémitisme
L'inhospitalité de Sula Sgeir n'a jamais pu permettre d'activité humaine pérenne, la seule présence de l'homme que l'île ait connue étant constituée d'une possible occupation érémitique à l'époque du christianisme celtique.
Ainsi, selon les traditions orales de l'Île de Lewis, "Sainte Brenhilde" (Brianhuil, Brenhilda), qui s'est installée en ermite sur l'île de North Rona avec sa sœur Mionagan et son frère saint Ronan, est troublée lorsque ce dernier la complimente sur la beauté de ses jambes alors qu'ils escaladent le sommet de l'île. Soucieuse de lui épargner toute tentation, elle s'enfuit sur Sula Sgeir. Vivant alors dans une solitude totale au milieu de milliers d'oiseaux, elle aime s'installer sur une espèce de siège de pierre, dans le col dénommé Bealach ant-Suidhe, littéralement la « Brèche du siège », au centre de l'île, pour contempler North Rona dans le lointain. Une cabane de pierre, Tigh Beannaichte, la « Maison bénie », située sur Sgeir an Teampuill, le « Rocher du sanctuaire », le promontoire oriental de l'île, lui aurait servi d'abri. C'est là que sa dépouille, à l'état de squelette, aurait été retrouvée, la cage thoracique occupée par un nid de cormoran. Publié en 2010, le recueil A Nest on the Waves du poète irlandais David Wheatley consacre une pièce de 31 vers à la légende de sainte Brenhilde, St Brenhilda on Sula Sgeir.

### Chasse aux fous de Bassan
Trop exiguë et stérile pour permettre la subsistance d'une population permanente à l'inverse de sa voisine North Rona, Sula Sgeir a toutefois joué un rôle important dans l'alimentation et l'économie de Lewis grâce à ses colonies d'oiseaux de mer. De la même manière que les habitants de Saint-Kilda se rendaient régulièrement sur le Stac Lee pour y prélever de jeunes fous de Bassan, des villageois de Ness effectuent chaque année, depuis des siècles, une expédition sur Sula Sgeir pour y chasser, plumer et saler des milliers de poussins de cette espèce.
Dès le XVIe siècle, cette chasse fait figure de tradition bien établie puisqu'elle est évoquée dans la Description des îles occidentales de l'Écosse appelées Hébrides de Donald Munro, « grand doyen des îles » qui a sillonné une grande partie des Hébrides durant l'année 1549. Les expéditions de chasse au fou de Bassan sur Sula Sgeir sont également décrites dans un récit de 1797, expliquant qu'« à Ness vit un groupe de personnes aventureuses qui, voici quelques années, au péril de leur existence, se rendaient là-bas dans une barque ouverte à six rames, et ce, sans même l'aide d'une boussole. » De telles expéditions requièrent un grand sens de navigateur, la traversée au milieu d'un océan Atlantique parfois fortement agité n'étant pas chose aisée.
Aujourd'hui encore, vers la fin de l'été, une équipe de dix villageois de Ness met le cap pour Sula Sgeir afin d'y capturer le quota autorisé de deux mille jeunes oiseaux. Ils s'installent pour deux semaines environ dans un campement sommaire fait de cabanes de pierre. Les oiseaux sont plumés et salés au fur et à mesure des prises et stockés en plein air, soigneusement disposés pour former un tas en forme de cône tronqué. À la fin du séjour, ils sont acheminés jusqu'au rivage par une sorte de toboggan improvisé, puis chargés dans des canots et stockés dans le bateau, ancré à proximité, qui ramènera à Lewis l'équipe de chasse et son butin. La demande est souvent si importante qu'un système de quotas doit être institué pour satisfaire, fût-ce partiellement, tous les amateurs de guga. La loi de 1954 sur la protection des oiseaux comporte une disposition spéciale qui autorise expressément la poursuite de ces campagnes de chasse traditionnelles des hommes de Ness sur Sula Sgeir, bien que des associations de protection des oiseaux aient tenté d'obtenir leur interdiction totale.
Le poussin du fou de Bassan, dénommé guga en anglais d'Écosse, constituait jadis un aliment recherché dans tout le Royaume d'Écosse. Au XVIe siècle, il était servi à la table des souverains écossais et les personnes riches en raffolaient comme « mise en bouche ». Aujourd'hui encore, les habitants de Ness considèrent la chair des jeunes fous de Bassan comme un mets des plus raffinés, encore que d'autres jugent que cette appréciation tient plutôt du conditionnement culturel.

## Phare

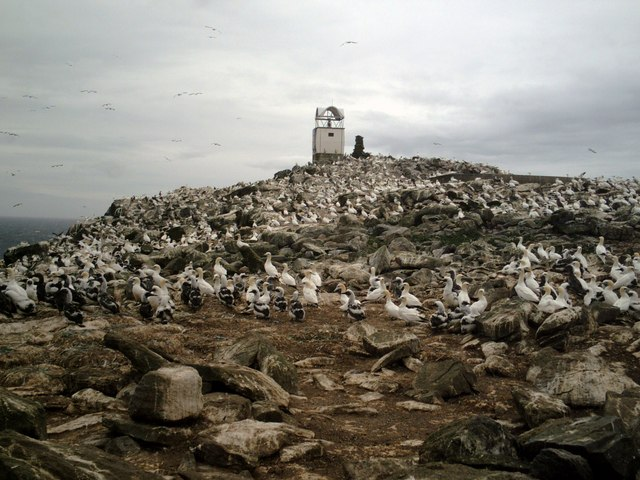
Phare et colonie de fous de Bassan.

Jouxtant un cairn, le petit phare édifié à la pointe Sud de l'île, au sommet du promontoire de Sròn na Lice, est constitué d'une base carrée en maçonnerie surmontée d'une petite structure métallique. Il émet un éclat blanc à intervalles de quinze secondes et son plan focal n'est que de cinq mètres. Il est régulièrement endommagé par les vagues qui battent les falaises de l'île lorsque l'océan Atlantique est agité par la tempête.
L'installation est entretenue par le Northern Lighthouse Board, dont les équipes visitent régulièrement l'île en hélicoptère, posant leur appareil sur la petite aire d'atterrissage toute proche, dans une manœuvre rendue souvent délicate par la présence de milliers d'oiseaux.

## Littérature
- Peter May décrit le périple des chasseurs écossais de Fous de Bassan dans son roman L'île des chasseurs d'oiseaux (Titre original : The Blackhouse) paru en 2009.